# 児玉正之
児玉 正之（こだま ただし、1947年11月11日 - ）は、日本の経営者。あいおい損害保険社長を務めた。大阪府出身。

## 経歴・人物
1970年に同志社大学法学部を卒業し、同年に大東京火災海上保険に入社した。2000年4月に執行役員に就任し、2001年6月にあいおい損害保険取締役、2002年4月に常務、2003年4月に専務を経て、2004年4月には社長に就任した。2010年4月に副会長に就任し、同年10月にはあいおいニッセイ同和損害保険副会長に就任し、2012年6月には特別顧問に就任。
2012年11月に藍綬褒章を受章。